# آپوپکای جنوبی (فلوریدا)
آپوپکای جنوبی (به انگلیسی: South Apopka) یک منطقهٔ مسکونی در ایالات متحده آمریکا است که در شهرستان اورنج، فلوریدا واقع شده‌است. آپوپکای جنوبی ۶٫۱ کیلومتر مربع مساحت و ۵٬۷۲۸ نفر جمعیت دارد و ۳۸ متر بالاتر از سطح دریا قرار دارد.